# (21785) Méchain
(21785) Méchain ist ein Asteroid des Hauptgürtels, der am 21. September 1999 vom tschechischen Astronomen Miloš Tichý am Kleť-Observatorium (IAU-Code 046) bei Budweis (České Budějovice) in Südböhmen entdeckt wurde.
Benannt wurde der Asteroid nach dem französischen Astronomen und Geographen Pierre-François-André Méchain (1744–1804), der als Freund und Kollege von Charles Messier wichtige Beobachtungen zum von diesem verfassten Katalog astronomischer Objekte beitrug. Als Geograph nahm er 1792 an der Meridianexpedition teil, die letztendlich zur Konstruktion des Urmeters führte.